# Ліхтенборн
Ліхтенборн (нім. Lichtenborn) — громада в Німеччині, розташована в землі Рейнланд-Пфальц. Входить до складу району Бітбург-Прюм. Складова частина об'єднання громад Арцфельд.
Площа — 11,43 км2. Населення становить 311 ос. (станом на 31 грудня 2020).